# Altonaer Ofen

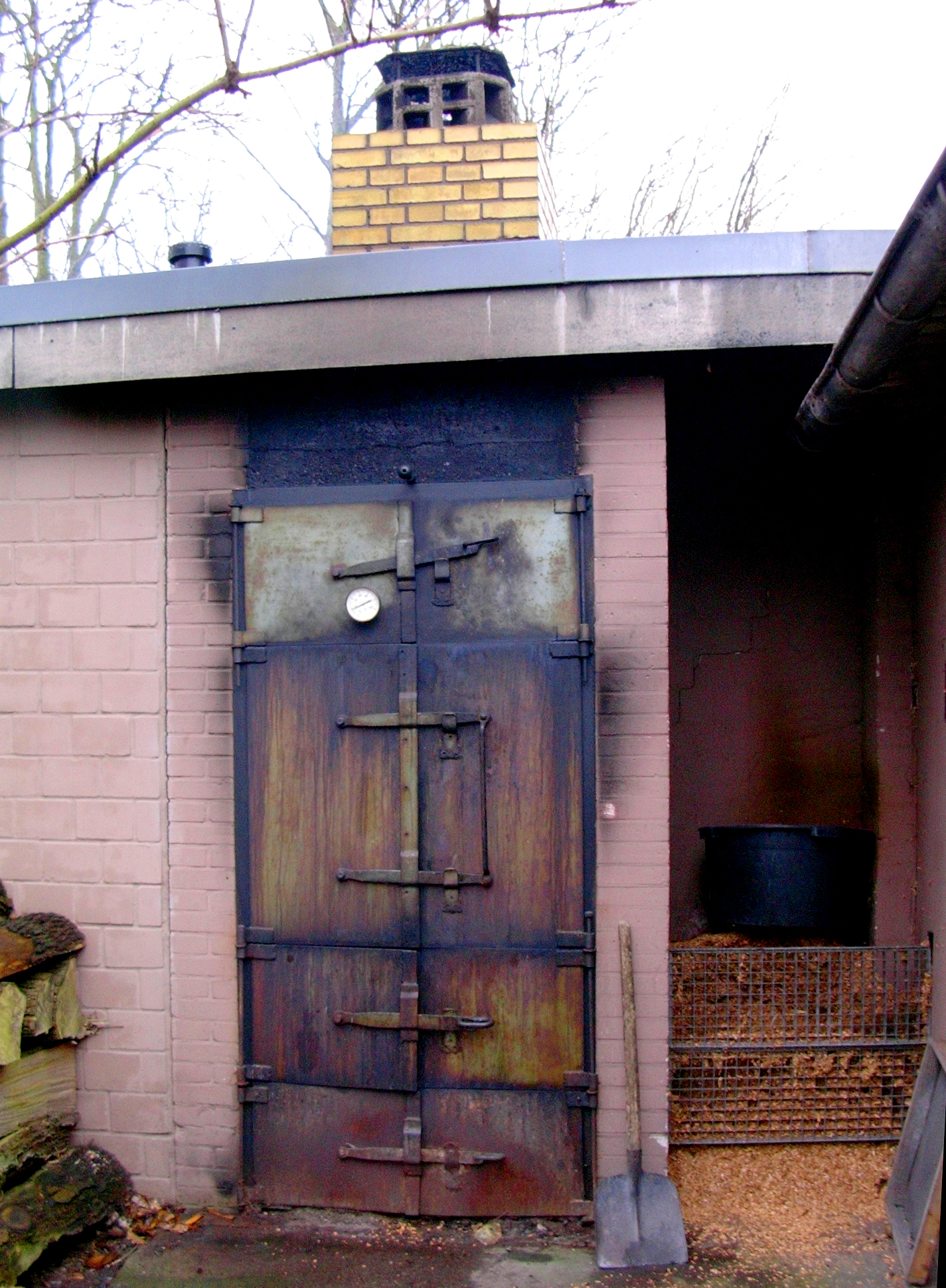
Ein klassischer Altonaer Ofen aus den 60er Jahren. Links im Bild Buchenholz, rechts Erlenspäne.

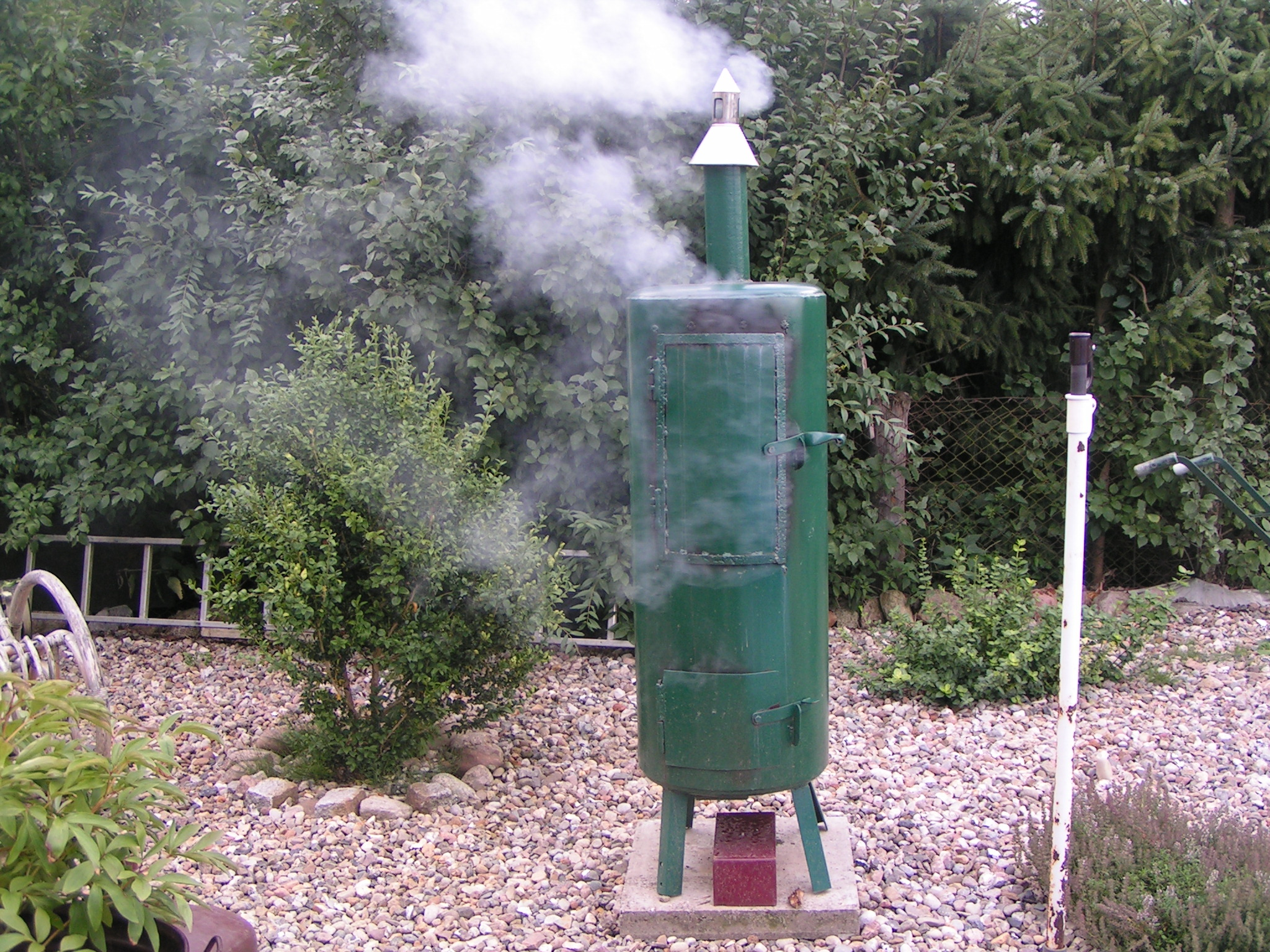
Mobiler Altonaer Ofen

Altonaer Öfen sind Räucheröfen, in denen noch in traditioneller Weise über offenem Holzfeuer geräuchert wird. Zum Garen wird in der Regel Buchenholz verwandt. Für die goldgelbe Färbung und einen besonders delikaten Geschmack folgt in einem weiteren Schritt das Räuchern über Erlenholz. Diese traditionelle Räucherweise ist langwierig und arbeitsaufwändig. 
Demgegenüber werden in modernen Gasräucheröfen Fische mit Gasflammen gegart, während aus einem Raucherzeuger zusätzlich Rauch in die Räucherkammer geblasen wird. 
Neue Altonaer Öfen werden praktisch nicht mehr zugelassen, da sie entweder die verschärften Umweltauflagen nicht mehr erfüllen oder das Interesse der Nachbarschaft an geringerer Geruchs- und Rauchbelästigung höher bewertet wird.